# Albert Durant
Albert Paul Durant (Brussel, 1 juli 1892 - ?) was een Belgisch waterpolospeler.
Albert Durant nam als waterpoloër driemaal deel aan de Olympische Spelen; in 1912, 1920 en 1924. In 1912 won hij een bronzen medaille, in 1920 en 1924 speelde hij wederom voor België en won tweemaal een zilveren medaille.
Victor Boin · 
Félicien Courbet · 
Herman Donners · 
Albert Durant · 
Oscar Grégoire · 
Jean Hoffman · 
Herman Meyboom · 
Pierre Nijs · 
Joseph Pletincx
Gérard Blitz · 
René Bauwens · 
Maurice Blitz · 
Pierre Dewin · 
Albert Durant ·
Paul Gailly · 
Pierre Nijs · 
Joseph Pletincx
Gérard Blitz · 
Maurice Blitz · 
Pierre Dewin · 
Albert Durant · 
Paul Gailly · 
Joseph Pletincx · 
Joseph De Combe · 
Joseph Cludts · 
Georges Fleurix · 
Jules Thiry · 
Jean-Pierre Vermetten